# Serge Letchimy
Serge Letchimy (ur. 13 stycznia 1953 w Gros-Morne) – francuski i martynikański polityk, mer stolicy regionu Martynika, deputowany, od 2010 do 2015 przewodniczący rady regionalnej Martyniki, a od 2021 przewodniczący rady wykonawczej Martyniki.

## Życiorys
Ukończył studia licencjackie z geografii. Doktoryzował się na jednym z paryskich uniwersytetów w zakresie miejskiego planowania i zagospodarowania terenu. Pracował w wyuczonym zawodzie, został dyrektorem generalnym Société d'Economie Mixte d'Aménagement.
Zaangażował się w działalność centrolewicowej i autonomistycznej Martynikańskiej Partii Postępowej, niepopierającej dążeń niepodległościowych głoszonych przez ugrupowanie Alfreda Marie-Jeanne'a. Serge Letchimy początkowo (od 1992) sprawował mandat radnego, w 2001 wybrano go na urząd mera stolicy Martyniki – Fort-de-France. Stanowisko to objął, gdy z urzędu odszedł Aimé Césaire, zarządzający miastem przez ponad 55 lat. W 2005 zastąpił go także na funkcji przewodniczącego partii. Od 1992 był członkiem rady departamentu, a w 2004 wszedł w skład rady regionalnej.
W 2007 uzyskał mandat deputowanego do Zgromadzenia Narodowego, przystąpił jako deputowany stowarzyszony do frakcji Socialiste, radical, citoyen et divers gauche, tworzonej głównie przez socjalistów. W 2008 został po raz drugi merem Fort-de-France (kończąc urzędowanie w 2010). W 2010 został przewodniczącym rady regionalnej Martyniki (prezydentem regionu). W 2015 ubiegał się bezskutecznie o funkcję przewodniczącego nowo utworzonej rady wykonawczej; pozostał członkiem rady regionalnej.
W wyborach parlamentarnych w 2012 i 2017 wybierany na deputowanego na kolejne kadencje. W 2021 jego ugrupowanie wygrało wybory regionalne, a Serge Letchimy został przewodniczącym rady wykonawczej Martyniki.